# 道の駅紀伊長島マンボウ
道の駅紀伊長島マンボウ（みちのえき きいながしまマンボウ）は、三重県北牟婁郡紀北町東長島にある国道42号の道の駅である。

## 施設
- 駐車場
  - 普通車：80台[3]
  - 大型車：5台[3]
  - 身障者用：2台[3]
- トイレ（いずれも24時間利用可能）
  - 男：大 3器、小 5器
  - 女：5器
  - 身障者用：1器

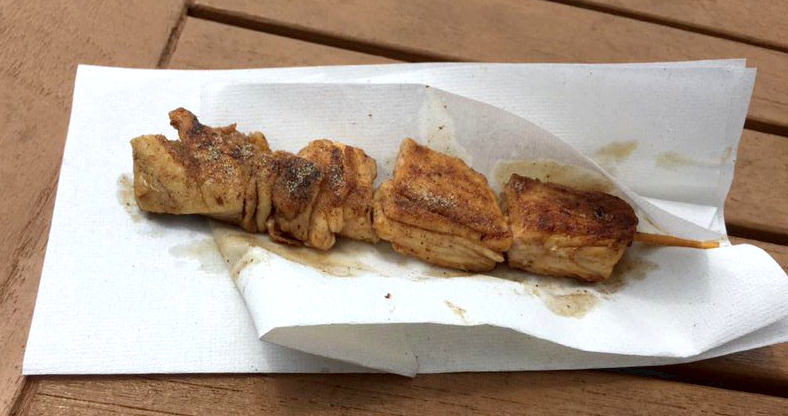
マンボウの串焼き

- 特産品販売所（平日 8:15 - 18:00、土日祝日 8:00 - 18:00）[3] - マンボウの唐揚げや干物を販売している[5]。
- レストラン（9:00 - 15:00）[3] - マンボウのフライ定食が提供されている[5][6]。
- マンボウ屋台（9:00 - 16:00、土日祝日のみ）[4][6][7] - マンボウの串焼きや鮫の串焼き、うつぼの唐揚げなどが販売されている[3][4][6]。
- 芝生広場[8] - 2022年（令和4年）に、志摩マリンランド（三重県志摩市阿児町神明、2021年に閉館）に設置されていたマンボウのモニュメントが広場内に移設された[4][8][9]。このモニュメントは、2016年（平成28年）の第42回先進国首脳会議（伊勢志摩サミット）の開催を機に志摩マリンランドに設置されたものである[4]。

### 管理団体
- 設置者：紀北町
- 指定管理者：紀伊長島レクリエーション都市開発株式会社[4]

## アクセス
- 国道42号[4] - 登録路線
  - 国道260号

自動車
- 紀勢自動車道紀伊長島ICより約5分。

## 周辺
- 世界遺産 紀伊山地の霊場と参詣道（熊野古道） - 荷坂峠、ツヅラト峠
- 熊野灘臨海公園[3]
- 東海旅客鉄道（JR東海）紀勢本線 紀伊長島駅